# Eumenes verticalis
Eumenes verticalis är en stekelart som beskrevs av Thomas Say 1824. Eumenes verticalis ingår i släktet krukmakargetingar, och familjen Eumenidae.

## Underarter
Arten delas in i följande underarter:
- E. v. coloradensis
- E. v. neoboreus
- E. v. tricinctus